# Río Atreyee
El río Atreyee o  Atrai (en bengalí: আত্রাই/আত্রেই নদী) es un río asiático, un afluente del delta del Ganges y uno de los ríos principales del norte de Bengala Occidental que acaba desaguando en Bangladés. La longitud total de este río es de aproximadamente 390 km y su profundidad máxima es de 30 m.
En la antigüedad el río fue llamado Atrei y es mencionado en el Mahabharata, relacionado con el también sagrado río Karatoya.

## Geografía
El río Atreyee comienza como un distributario del río Tista en el estado de Bengala Occidental, que en su curso inicial es conocido como río Karatoya. Se dirige en dirección sursureste y se adentra en la división de Rangpur, en Bangladés, para regresar de nuevo al poco a la India. Pasa a través de las comunidades de desarrollo de Gangarampur, Kumarganj y Balurghat del distrito indio de Dakshin Dinajpur. El río entonces regresa a Bangladés, a la división de Rajshahi, y se divide en dos ramas: el Gabura y el Kankra. Cruza la región fisiográfica del Barind Tract y desemboca en el gran humedal del Chalan Beel.
El río sirve a los pobladores como una fuente de trabajo, la pesquería, aunque a menudo es causa de inundaciones en muchas áreas durante los monzones.